# Iso-Valkeainen (sjö i Kuhmo vid Kälkänen, Kajanaland, Finland)
Iso-Valkeainen eller Valkonen är en sjö i Finland. Den ligger i kommunen Kuhmo i landskapet Kajanaland, i den östra delen av landet, 500 km nordost om huvudstaden Helsingfors. Iso-Valkeainen ligger 184,6 meter över havet. I omgivningarna runt Iso-Valkeainen växer i huvudsak barrskog. Den är 7,67 meter djup. Arean är 62,6 hektar och strandlinjen är 4,71 kilometer lång. Sjön  ingår i Uleälvens huvudavrinningsområde. 